# Cosas que hacen que la vida valga la pena
Cosas que hacen que la vida valga la pena è un film spagnolo del 2004 diretto da Manuel Gómez Pereira.

## Trama
Hortensia ha quarant'anni, è una madre divorziata e lavora come impiegata dell'INEM, l'Istituto Nazionale per l'Impiego. Jorge è un ex istruttore di scuola guida rimasto disoccupato, che si reca nell'ufficio di Hortensia in cerca di un lavoro. L'ex moglie di Jorge, la parrucchiera Ángeles, ha la custodia della figlia e convive con un nuovo compagno di nazionalità cinese. Il padre di Jorge, José, pensa che suo figlio sia un buono a nulla e lo critica costantemente.
L'incontro tra Jorge e Hortensia si rivela l'inizio di una relazione che aiuterà entrambi a ritrovare la felicità perduta.

## Produzione
Il film segnò il ritorno di Manuel Gómez Pereira al genere della commedia sentimentale. Lo stesso Gómez Pereira lo presentò definendolo "un film tenero e ottimista".
La sceneggiatura fu curata dai collaboratori storici del regista, Joaquín Oristrel e Yolanda García Serrano.
Il tema principale è la relazione tra uomo e donna, che viene tuttavia arricchita di ulteriori spunti narrativi quali la perdita dell'occupazione e le conseguenze emotive conseguenti ad un divorzio.
La scelta dell'attrice protagonista ricadde su Ana Belén, che alcuni anni prima aveva già lavorato con il regista nel film L'amore nuoce gravemente alla salute. Come controparte maschile, le venne affiancato l'apprezzato attore Eduard Fernández, in quella che già durante le riprese venne definita dalla stampa "una delle coppie più esplosive che il nostro cinema possa desiderare". Per il ruolo del cinico padre di Jorge, venne scritturato José Sacristán, che riguardo la pellicola asserì "questo è uno dei film più intelligenti degli ultimi anni".

## Accoglienza
La pellicola fu presentata al Festival di Malaga nel 2004, aggiudicandosi il Premio del Pubblico. Venne distribuita nelle sale dalla Columbia TriStar Television nel novembre dello stesso anno, a causa di problemi in fase di post-produzione che ne ritardarono l'uscita di un anno.
Mirito Torreiro sulla rivista Fotogramas assegnò al film una valutazione di 4 stelle su 5, elogiandone "i dialoghi brillanti" e la recitazione dei due protagonisti: quella di Ana Belén "che non vedevamo da molto tempo così a suo agio con un personaggio" e quella di Eduard Fernández, del quale affermò "il suo talento è così immenso da rendere credibile anche la creatura più impensabile". Jonathan Holland su Variety definì il film "ben confezionato" e lodò "una sceneggiatura vivace e una meravigliosa sequenza di 10 minuti che, nonostante arrivi troppo tardi, vale da sola il prezzo del biglietto". Anche La Jornada lo recensì positivamente, evidenziandone "dialoghi brillanti, splendida chimica tra i due protagonisti, buone sfumature che evocano una realtà credibile". Ángela López, dalle pagine di El Mundo, lo descrisse come "un film divertente, ben fatto, con un umorismo intelligente ed efficace". In generale, le recensioni furono quasi tutte concordi nel premiare l'alchimia e il livello recitativo dei due interpreti principali. Non mancarono, tuttavia, le critiche negative: Enrique Colmena stroncò il film sia per il casting sia per i dialoghi, "che sembrano scritti da studenti del primo anno del corso di sceneggiatura della Facoltà di Scienze dell'Informazione".
L'opera fu anche oggetto di studi specifici: in un articolo del 2017, il ricercatore Carlos Sanz Mingo propose un confronto diretto tra questo film e Cómo ser mujer y no morir en el intento, pellicola del 1991 diretta dalla stessa Ana Belén; l'obiettivo era quello di analizzare l'evoluzione della condizione femminile nel tempo, sui temi della violenza di genere e delle donne nell'ambito lavorativo.
I due attori protagonisti ottennero entrambi la nomination ai Premi Goya 2005. Nello stesso anno vennero nominati anche ai Premios de la Unión de Actores y Actrices.

## Riconoscimenti
- 2005 - Premio Goya
  - Candidatura al miglior attore protagonista a Eduard Fernández
  - Candidatura alla migliore attrice protagonista a Ana Belén
- 2005 - Medallas del Círculo de Escritores Cinematográficos
  - Candidatura al miglior attore protagonista a Eduard Fernández
- 2005 - Fotogrammi d'argento
  - Candidatura alla miglior attrice cinematografica a Ana Belén
- 2005 - Premios de la Unión de Actores y Actrices
  - Candidatura al miglior attore cinematografico a Eduard Fernández
  - Candidatura alla migliore attrice cinematografica a Ana Belén
- 2005 - Premios Turia
  - Migliore attore a Eduard Fernández
  - Migliore attrice a Ana Belén
- 2004 - Monte-Carlo Film Festival de la Comédie
  - Migliore attore a Eduard Fernández
  - Migliore attrice a Ana Belén
  - Miglior colonna sonora a Bingen Mendizábal
  - Candidatura al miglior film
- 2004 - Festival di Malaga
  - Premio del Pubblico
  - Candidatura alla Biznaga d'Oro al miglior film